# Veertien Mie
Veertien Mie (em japonês:  ヴィアティン三重 é um clube de futebol japonês, com sede em Yokkaichi, na prefeitura (região metropolitana) de Mie. Atualmente compete na JFL, a quarta divisão do país.

## História
Fundado em 2012 como Veertien FC (Veertien, em holandês, significa "14"), é um dos clubes mais novos do futebol japonês. Chamou-se Veertien Kuwana por 2 temporadas, passando a usar o nome atual em 2015.
Desde 2017, quando conquistou ficou em 3º lugar na Liga de Tokai após um ano na segunda divisão do torneio, o clube disputa a JFL, terminando em 12º em sua primeira participação na quarta divisão japonesa e pulou uma posição em 2018.
Utiliza o Yokkaichi Central Greenery Track and Field Stadium (capacidade para 10.000 lugares) para mandar suas partidas. As cores do Veertien Mie são laranja e azul.